# Saint-Sulpice-de-Grimbouville
Saint-Sulpice-de-Grimbouville è un comune francese di 185 abitanti situato nel dipartimento dell'Eure nella regione della Normandia.

## Società

### Evoluzione demografica
Abitanti censiti